# William Kahan

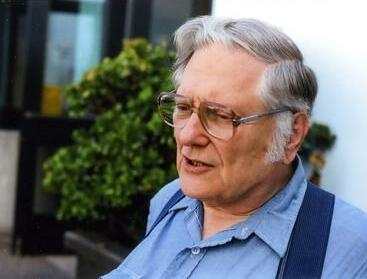
William Kahan

William „Velvel“ Morton Kahan (* 5. Juni 1933 in Toronto, Ontario) ist ein kanadischer Mathematiker und Informatiker. Sein Hauptarbeitsgebiet ist die numerische Mathematik.
Kahan studierte an der University of Toronto, wo er 1954 den Bachelor und 1956 den Master in Mathematik erhielt. Er promovierte dort 1958 bei Byron Griffith (Gauss-Seidel methods of solving large systems of linear equations). Seit 1969 ist er Professor für Mathematik, Informatik und Elektrotechnik an der University of California, Berkeley, inzwischen emeritiert.
Kahan beriet Intel beim Design der 8087-Gleitkommaeinheit. Aufbauend auf diesen Erfahrungen ist er der Hauptarchitekt des Standards IEEE 754 für binäre Gleitkommazahlen und dessen Verallgemeinerung IEEE 854 und war auch an der Revision IEEE 754r beteiligt. Er entwickelte den Summationsalgorithmus von Kahan, einen wichtigen Algorithmus zur Minimierung des Fehlers bei der Summation einer Folge von Gleitkommazahlen mit endlicher Genauigkeit. Mit Gene H. Golub entwickelte er einen stabilen direkten Algorithmus zur Berechnung einer Singulärwertzerlegung einer Matrix. Daneben entwarf er für Hewlett-Packard die numerischen Algorithmen für die Taschenrechner der HP-10C-Serie.
1989 wurde ihm der Turing-Preis verliehen, 2000 der IEEE Emanuel R. Piore Award und 1997 war er John von Neumann Lecturer. 1994 wurde er Fellow der Association for Computing Machinery (ACM), 2003 Mitglied der American Academy of Arts and Sciences und 2005 Foreign Associate der National Academy of Engineering. 1993 bekam er einen Ehrendoktortitel der Technischen Hochschule Chalmers, 1998 einen der University of Waterloo.
Zu seinen Doktoranden gehört James Demmel.